# Tami Bradley
Tami Bradley (* 4. Juli 1970 in Vancouver, British Columbia) ist eine ehemalige kanadische Freestyle-Skierin. Sie war auf die Buckelpisten-Disziplinen Moguls und Dual Moguls spezialisiert. Bei den Weltmeisterschaften 2001 gewann sie die Bronzemedaille auf den Dual Moguls (Parallelbuckelpiste), im Weltcup feierte sie einen Sieg.

## Biografie
Tami Bradley gab am 7. Januar 1995 in Blackcomb ihr Debüt im Freestyle-Skiing-Weltcup. Nach mäßigen Resultaten wechselte sie noch im selben Jahr in den Nor-Am Cup und gewann nach zwei zweiten Plätzen die Moguls-Disziplinenwertung. Nach einigen Weltcup-Platzierungen unter den besten zehn, vor allem in der neuen Paralleldisziplin, kam sie bei den Weltmeisterschaften in Iizuna Kōgen zum Einsatz, musste sich aber mit Rang 19 begnügen. Bei den Olympischen Spielen von Nagano belegte sie Rang 16.
1999 startete Tami Bradley wieder vermehrt im Nor-Am Cup und konnte Anfang des Jahres in Le Relais ihr einziges Rennen in dieser Serie gewinnen. Bei den Weltmeisterschaften in Meiringen-Hasliberg wurde sie Fünfte auf den erstmals ausgetragenen Dual Moguls. Nach Erfolgen im Australia New Zealand Cup gelang ihr als Dritter in Tandådalen der erste Weltcup-Podestplatz ihrer Karriere. Bei den Weltmeisterschaften in Whistler gewann sie hinter Kari Traa und Corinne Bodmer die Bronzemedaille auf der Parallelbuckelpiste. In derselben Disziplin entschied sie drei Wochen später in Iizuna Kōgen ihren ersten und einzigen Weltcup für sich. Nachdem sie im Rahmen der Olympischen Spiele von Salt Lake City nicht über Platz 14 hinausgekommen war, belegte sie bei den Weltmeisterschaften am selben Ort die Ränge sieben und neun. In ihren letzten beiden Wintern klassierte sie sich jeweils unter den besten dreien der Dual-Moguls-Disziplinenwertung. Im März 2003 gewann sie ihren zweiten kanadischen Meistertitel und beendete danach ihre aktive Laufbahn.
Bradley ist mit dem ehemaligen Aerials-Spezialisten Andy Capicik verheiratet. Das Paar hat zwei gemeinsame Kinder und lebt in North Vancouver.

## Erfolge

### Olympische Spiele
- Nagano 1998: 16. Moguls
- Salt Lake City 2002: 14. Moguls

### Weltmeisterschaften
- Nagano 1997: 19. Moguls
- Meiringen-Hasliberg 1999: 5. Dual Moguls, 19. Moguls
- Whistler 2001: 3. Dual Moguls, 12. Moguls
- Deer Valley 2003: 7. Dual Moguls, 9. Moguls

### Weltcupwertungen
| Saison  | Gesamt | Gesamt | Moguls | Moguls | Dual Moguls | Dual Moguls |
| Saison  | Platz  | Punkte | Platz  | Punkte | Platz       | Punkte      |
| ------- | ------ | ------ | ------ | ------ | ----------- | ----------- |
| 1994/95 | 71.    | 14     | 30.    | 100    | –           | –           |
| 1995/96 | 33.    | 64     | 9.     | 512    | 15.         | 84          |
| 1996/97 | 58.    | 37     | 22.    | 148    | 21.         | 88          |
| 1997/98 | 64.    | 33     | 22.    | 164    | 22.         | 48          |
| 1998/99 | 16.    | 71     | 9.     | 284    | 6.          | 184         |
| 1999/00 | 13.    | 81     | 7.     | 404    | 6.          | 292         |
| 2000/01 | 34.    | 46     | 18.    | 184    | –           | –           |
| 2001/02 | 34.    | 45     | 18.    | 272    | 3.          | 204         |
| 2002/03 | 42.    | 51     | 16.    | 356    | 2.          | 208         |

### Weltcupsiege
Bradley errang im Weltcup 5 Podestplätze, davon 1 Sieg:
| Datum            | Ort          | Land  | Disziplin   |
| ---------------- | ------------ | ----- | ----------- |
| 10. Februar 2001 | Iizuna Kōgen | Japan | Dual Moguls |

### Nor-Am Cup
- Saison 1994/95: 9. Gesamtwertung, 1. Moguls-Wertung
- Saison 1998/99: 8. Dual-Moguls-Wertung
- 4 Podestplätze, davon 1 Sieg:

| Datum          | Ort       | Land   | Disziplin   |
| -------------- | --------- | ------ | ----------- |
| 7. Januar 1999 | Le Relais | Kanada | Dual Moguls |

### Australia New Zealand Cup
- Saison 1997: 8. Gesamtwertung, 8. Moguls-Wertung
- Saison 1999: 2. Moguls-Wertung, 2. Dual-Moguls-Wertung
- 10 Podestplätze, davon 2 Siege:

| Datum           | Ort          | Land       | Disziplin   |
| --------------- | ------------ | ---------- | ----------- |
| 21. August 1999 | Falls Creek  | Australien | Moguls      |
| 29. August 1999 | Mount Buller | Australien | Dual Moguls |

### Weitere Erfolge
- 2 kanadische Meistertitel (Dual Moguls 2002 und 2003)[3]